# تپلیتشکا (ناحیه کارلووی واری)
تپلیتشکا (به چکی: Teplička) یک منطقهٔ مسکونی در جمهوری چک است که در ناحیه کارلووی واری واقع شده است. تپلیتشکا ۴٫۵۵ کیلومتر مربع مساحت و ۹۴ نفر جمعیت دارد و ۴۵۷ متر بالاتر از سطح دریا واقع شده است.